# Sue Ane Langdon
Sue Ane Langdon (* 8. März 1936 als Sue Lookhoff in Paterson, New Jersey) ist eine US-amerikanische Sängerin und Schauspielerin.

## Leben
Langdon wurde in New Jersey geboren, sah jedoch in ihrer Kindheit über ein Dutzend andere Bundesstaaten. Als sie zwei Jahre alt war, starb ihr Vater; daraufhin verdingte sich ihre Mutter, eine ausgebildete Opernsängerin, als Gesangslehrerin an verschiedenen Schulen der ganzen USA. Ihre Mutter förderte auch schon früh ihre Gesangs- und Schauspielkarriere. Nach dem Ende ihrer Schulausbildung an der University of Idaho zog sie nach New York City, wo sie in der Radio City Music Hall sang. Ihre Schauspielkarriere begann sie Ende der 1950er Jahre zunächst beim Fernsehen. Zwischen 1959 und 1961 spielte sie die wiederkehrende Gastrolle der Kitty Marsh in der Sitcom Bachelor Father mit John Forsythe in der Titelrolle. Ihr Spielfilmdebüt hatte sie 1960 in einer im Abspann nicht genannten Nebenrolle in Fremde, wenn wir uns begegnen. Im darauf folgenden Jahr hatte sie an der Seite von Tony Curtis eine größere Rolle in der Filmkomödie Ein charmanter Hochstapler. Neben einer Reihe weiterer Serienauftritte war sie unter anderem auch im Elvis-Presley-Film König der heißen Rhythmen zu sehen. 1966 ließ sie sich nackt für den Playboy ablichten.
Im Jahr 1970 trat sie neben James Stewart und Henry Fonda im Western Geschossen wird ab Mitternacht auf. Zwischen 1970 und 1972 spielte Langdon an der Seite von Herschel Bernadi in der Sitcom Arnie. Zwar wurde diese nach dem Ende der zweiten Staffel abgesetzt, jedoch erhielt sie im ersten Jahr eine Nominierung für den Golden Globe und wurde im zweiten Jahr mit dem Preis als beste weibliche Nebendarstellerin ausgezeichnet. Gegen Ende der 1970er Jahre spielte sie in der Serie Grandpa Goes to Washington, die jedoch bereits nach sieben Episoden eingestellt wurde. Dasselbe Schicksal ereilte auch die Serie When the Whistle Blows, bei der sie an sechs der nur neun gedrehten Folgen mitgewirkt hatte. Ihren letzten Auftritt in einem Kinofilm hatte sie 1989 als Tante von Weird Al Yankovic in UHF – Sender mit beschränkter Hoffnung; Der Typ mit dem irren Blick II wurde 1990 nur auf Video veröffentlicht.
Langdon ist verwitwet. Sie war zwischen 1959 und 2010 mit Jack Emrek verheiratet, aus der Ehe gingen keine Kinder hervor.

## Filmografie (Auswahl)

### Filme
- 1960: Fremde, wenn wir uns begegnen (Strangers When We Meet)
- 1961: Ein charmanter Hochstapler (The Great Impostor)
- 1964: König der heißen Rhythmen (Roustabout)
- 1965: Nebraska  (The Rounders)
- 1966: Beat! Beat! Beat! (Hold On!)
- 1966: Simson ist nicht zu schlagen (A Fine Madness)
- 1966: Frankie und Johnny (Frankie and Johnny)
- 1967: Leitfaden für Seitensprünge (A Guide for the Married Man)
- 1968: Ein gewisser Dick Dagger (A Man Called Dagger)
- 1970: Geschossen wird ab Mitternacht (The Cheyenne Social Club)
- 1979: Leadsville Nights (The Evictors)
- 1980: Das Geheimnis der fliegenden Teufel (Without Warning)
- 1982: Der Typ mit dem irren Blick (Zapped!)
- 1989: UHF – Sender mit beschränkter Hoffnung (UHF)
- 1990: Der Typ mit dem irren Blick II (Zapped Again!)

### Serien
- 1959: Mickey Spillane’s Mike Hammer (zwei Folgen)
- 1959: New Orleans, Bourbon Street (Bourbon Street Beat, eine Folge)
- 1959–1961: Bachelor Father (16 Folgen)
- 1960/1961: Surfside 6 (zwei Folgen)
- 1961/1963: 77 Sunset Strip (zwei Folgen)
- 1961: Kein Fall für FBI (The Detectives, eine Folge)
- 1961/1965: Bonanza (zwei Folgen)
- 1961: Outlaws (eine Folge)
- 1961–1966: Perry Mason (drei Folgen)
- 1962: Rauchende Colts (Gunsmoke, eine Folge)
- 1964: Solo für O.N.C.E.L. (The Man from U.N.C.L.E., eine Folge)
- 1968: Der Chef (Ironside, eine Folge)
- 1969: Mannix (eine Folge)
- 1970–1972: Arnie (48 Folgen)
- 1971: Polizeiarzt Simon Lark (Dr. Simon Locke, eine Folge)
- 1974: Banacek (eine Folge)
- 1978–1979: Grandpa Goes to Washington (elf Folgen)
- 1980: When the Whistle Blows (acht Folgen)
- 1980: Love Boat (The Love Boat, eine Folge)
- 1982: Herzbube mit zwei Damen (Three’s Company, eine Folge)
- 1982: Happy Days (eine Folge)
- 1983: Hart aber herzlich (Hart to Hart, Folge Eine aufregende Party)

## Broadway
- 1967: The Apple Tree

## Auszeichnungen
- 1971: Golden-Globe-Nominierung in der Kategorie Beste Nebendarstellerin einer Fernsehserie für Arnie
- 1972: Golden Globe in der Kategorie Beste Nebendarstellerin einer Fernsehserie für Arnie
- 2003: Golden Boot Award für ihr Lebenswerk im Westerngenre